# Фоменко Володимир Вікторович
Володимир Вікторович Фоменко (16 квітня 1974 — 9 липня 2022, м. Часів Яр, Донецька область, Україна) — український військовослужбовець, солдат Збройних сил України, учасник російсько-української війни. Почесний громадянин міста Тернополя (2022, посмертно).

## Життєпис
Володимир Фоменко народився 16 квітня 1974 року.
Працював начальником вимірювальної лабораторії метрологічної служби у комунальному підприємстві «Тернопільміськтеплокомуненерго» (від 1996).
2014—2015 роках брав участь в бойових діях у зоні АТО. З початком російського вторгнення в Україну 2022 року знову на передовій. Загинув 9 липня 2022 року у місті Часовий Яр, що на Донеччині.
Похований 22 липня 2022 року на Алеї Героїв Микулинецького цвинтаря міста Тернополя.

## Нагороди
- почесний громадянин міста Тернополя (22 серпня 2022, посмертно)[1][2].

## Військові звання
- солдат.